# Kramerburg
Die Kramerburg bei Hochscherf ist eine abgegangene Spornburg im Bergischen Land, von der heute nur noch eine Burgwüstung übrig ist. Sie ist in der Liste der Bodendenkmäler in Odenthal eingetragen.

## Lage
Die Kramerburg liegt auf einem Bergsporn nordöstlich des Hofes Hochscherf. Eine Wegbeschreibung zur Burg, die im unzugänglichen Gelände auf dem Bergsporn nicht ohne weiteres gefunden werden kann, lautet wie folgt: An der Ostgrenze der Gemeinde Odenthal liegt bei Kilometerstein 6 des Gemeindeweges im langgestreckten Scherftal zu Füßen des alten Gutes Klev die Liesenberger Mühle. Südlich davon erhebt sich zwischen dem Rosauer Bach, einem Zufluss des Scherfbachs, und dessen ihm dort zufließenden Oberscheider Bach ein kegelförmiger, bewaldeter und nach drei Seiten gleichmäßig abfallender Bergvorsprung, den man erklimmen muss. Hier liegt die Kramerburg.
Die Burg befindet sich auf einer Höhe von ca. 190 m. Auf der Topographischen Aufnahme der Rheinlande von 1824 ist die Burg als Kramer Burg verzeichnet. 

## Geschichte
Die Burg gehörte zum Ende des 13. Jahrhunderts dem Kölner Dompropst Konrad I. von Berg, der dort laut Urkunde ein neues Haus (ein Burghausen) errichtete. Unbekannt ist jedoch, wie lange er diesen Besitz schon innehatte, als er im Jahre 1294 die Höfe Hochscherf und Klev, einschließlich der Burg, an die niedergelassene Johanniterkommende Herrenstrunden verpfändete. Es ist daher unklar, ob der gemeldete Bau eine neue Errichtung in einer schon vorhandenen älteren Abschnittsbefestigung oder ein Neubau war.
Hermann von Mainz, Kommendator in Köln und Stellvertreter des Meisters in Deutschland der Johanniter, erklärte im Jahr 1303, dass das Areal mit den übrigen Besitzungen in Hochscherf rechtmäßig von Christian von Hochscherf an die Abtei Altenberg verkauft wurde.
Die Burg soll bis zu den 1920er Jahren als Ruine mit noch meterhohen Mauern erkennbar gewesen sein, dann aber von den Bauern als Steinbruch benutzt worden sein.

## Beschreibung
Heute erkennbar ist noch eine Teilung des Bergsporns zum ansteigenden Bergteil in grobe Richtung des Hofes hin. Dieser Graben schützte die Burg. Zudem sind Steinquader erkennbar. Es dürfte sich um einen festen Wohnplatz gehandelt haben, da die recht geringe Größe der Fläche eine Fluchtburg ausschließt. 
Die Lage der Burg zeigt, dass die Erbauer, ähnlich wie die Erbauer diverser Burgen im näheren Umfeld im Bergischen Land, geschickt die Lage ausgenutzt haben: der Bergsporn war zu allen Seiten hin steil ansteigend, zur Höhe hin wurde ein Graben eingezogen. Unterhalb des Sporns trafen sich zwei Siefen, die durch einen Damm gestaut wurden, so dass sich unten um den Berg ein Gewässer bildete. Die Trias „Wasser, Steine, Steile“ – die bei Burgen im 11. und 12. Jahrhundert üblich war – ist hier vorhanden.
Von der Burg sind nur noch Reste im Gelände und Steinreste erkennbar. 

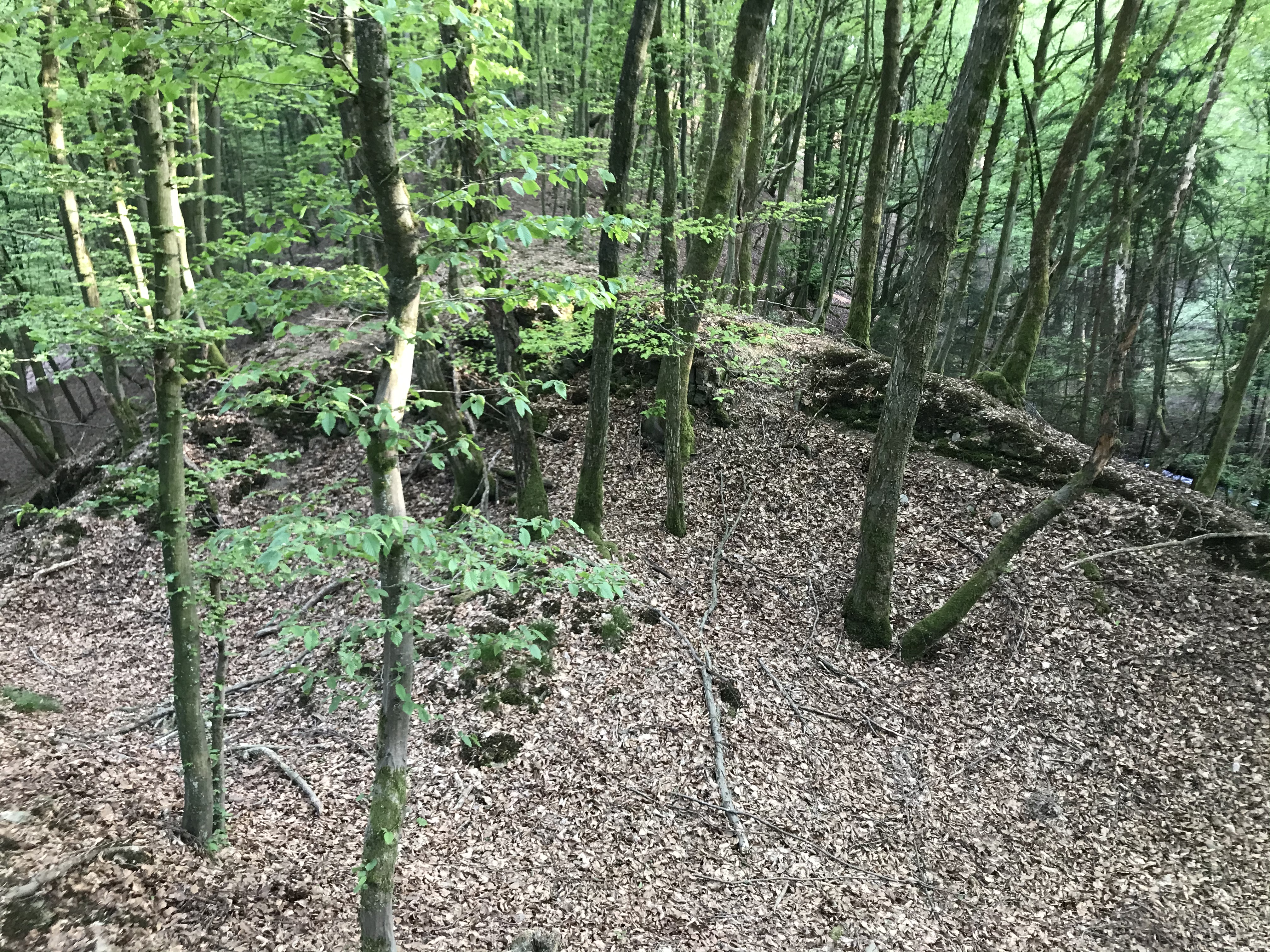
Querschnitt (Graben) durch den Bergsporn aus Sicht des Burgplatzes
- 3D-Geländemodell des Burgstalls